# Thorbjørn Jagland
Thorbjørn Jagland, né Johansen le 5 novembre 1950 à Drammen, est un homme d'État norvégien membre du Parti travailliste norvégien (AP). De 2009 à 2019, il est secrétaire général du Conseil de l'Europe.
Étudiant en sciences économiques à Oslo, il adhère à la Ligue des jeunes travaillistes (AUF) en 1966, dont il prend la présidence entre 1977 et 1981. Il devient secrétaire général du parti en 1987, puis président en 1992, succédant à Gro Harlem Brundtland. En 1993, il est élu député au Parlement.
En 1996, il est nommé à 45 ans Premier ministre de Norvège et constitue alors un gouvernement travailliste minoritaire. Aux élections législatives de l'année suivante, l'AP recueille 35 % des suffrages exprimés, soit en dessous du score minimal revendiqué par Jagland. Celui-ci remet sa démission et passe alors dans l'opposition.
Finalement, le parti revient au pouvoir en 2000, sous l'autorité de Jens Stoltenberg, qui en fait son ministre des Affaires étrangères. Les travaillistes repartent dans l'opposition à la suite des élections de 2001. L'année d'après, il en cède la direction à Stoltenberg. Les élections de 2005 ramènent le Parti travailliste au pouvoir, dans le cadre d'une coalition majoritaire. À cette occasion, Thorbjørn Jagland est élu président du Storting.
Au début de l'année 2009, il est choisi comme nouveau président du comité Nobel norvégien, chargé de désigner le prix Nobel de la paix. Le 30 septembre 2009, alors que la coalition de Stoltenberg a confirmé sa majorité, il est élu secrétaire général du Conseil de l'Europe, ce qui le contraint à se retirer de la vie politique norvégienne. Premier Norvégien à assumer cette responsabilité, il est confirmé dans ses fonctions en 2014 et devient alors le premier secrétaire général à enchaîner deux mandats.
En 2015, il est relevé de ses fonctions à la présidence du comité Nobel.

## Biographie

### Jeunesse, études et vie familiale
Né le 5 novembre 1950 à Drammen, Thorbjørn Jagland est le fils d’un soudeur, Helge Th. Jagland et d’une cuisinière, Ingrid Bjerknes. En 1969, il obtient son diplôme du secondaire. Avec son frère jumeau Helge, Thorbjørn Jagland étude les sciences économiques à l’Université d’Oslo mais ne termine pas ses études car il est déjà engagé dans la vie politique.
En 1976, il épouse la journaliste Hanne Grotjord. Le couple a deux enfants, Anders (né en 1978) et Henrik (né en 1986). Depuis qu’il est Secrétaire général du Conseil de l’Europe, Jagland réside à Strasbourg.
Jagland a reçu le titre de Commandeur de l'ordre national de la Légion d'honneur pour son « inlassable engagement militant à l’égard du continent européen et des valeurs universelles qu’il représente »,.

### Rapide ascension politique
En 1966, à l’âge de 16 ans, il rejoint la section de la Ligue des jeunes travailleurs (AUF) de Lier. En 1973, il est élu Président de la section de Buskerud de la Ligue des jeunes travailleurs, fonction qu’il exercera jusqu’en 1975. Il est alors élu membre du Conseil du comté de Buskerud. En 1977, il prend la Présidence nationale de la Ligue des jeunes travailleurs, poste qu’il occupera jusqu’en 1981. Au cours de cette période, il exprime la volonté de rapprocher la branche jeunesse du parti de sa direction, soulignant toutefois la nécessité pour la Ligue des jeunes travailleurs d’avoir son propre programme politique. Entre autres idées qu’il soutient à l’époque, figurent celles de la nationalisation de l’industrie pétrolière, de l’autorisation de mener des essais de forages pétroliers en dehors du nord de la Norvège et il défend par ailleurs l’idée que l’État devait mettre à profit les revenus pétroliers pour nationaliser les entreprises du pays. 
À partir de 1981, il exerce la fonction de secrétaire du Parti travailliste, dont il devient en 1986 le Secrétaire général par intérim et, en 1987, le Secrétaire général. À ce titre, Jagland prend diverses mesures qui ont abouti à des réformes organisationnelles et politiques. Le droit des syndicats de peser sur les travaux du Parti travailliste est ainsi restreint; par ailleurs, pour formuler le manifeste du parti des consultations périodiques sont engagées au-delà de celui-ci avec la société civile, etc. En 1986, il accède en outre à la Présidence du Comité international du Parti travailliste. Il cumulera les deux fonctions jusqu’en 1992, année où il est élu à la Direction du parti, succédant alors à celui qui l’avait longtemps dirigé, Gro Harlem Brundtland.
En 1993, Jagland est élu député de la circonscription de Buskerud au Parlement norvégien ; il sera réélu à trois reprises. Au cours de son premier mandat, M. Jagland est membre de la Commission permanente des affaires étrangères, ainsi que président du groupe parlementaire travailliste. En 1995, il publie plusieurs ouvrages intitulés « Brev » (Lettres), « Vår sårbare verden » (Notre vulnérable monde) en 2001 et « Ti teser om EU og Norge » (Dix thèses sur l'UE et la Norvège) en 2003.

### Premier ministre de Norvège
Le 23 octobre 1996, Gro Harlem Brundtland fait savoir à Jagland qu’elle se retire de la vie publique et lui laisse les rênes du Gouvernement. Le troisième cabinet Brundtland démissionne, ce qui amène le chef de parti Jagland à former un nouveau cabinet. Deux ministres sont contraints de démissionner rapidement,.
Lors de son premier mandat de Premier ministre, Jagland a lancé son concept de « Maison norvégienne ». Dans l’allocution qu’il prononce devant le Storting après sa nomination, il décrit cette « Maison » comme un édifice fondé sur quatre piliers. Par cette métaphore, il désigne « la création d’un patrimoine commun dans une société écologiquement durable ". Ces quatre piliers sont la politique commerciale et de l’emploi, la politique de protection sociale, la politique en matière de recherche et d’éducation et la politique étrangère et de sécurité. Jagland déclare alors que chacun doit contribuer à la construction de cette maison et souligne notamment que le Gouvernement se doit de coopérer avec l'opposition pour atteindre ces objectifs. Dans son discours, il déclare que sa politique ne s’écartera pas beaucoup de celle de Harlem Brundtland mais qu'il mettra toutefois davantage l'accent sur les questions de la violence, de l'abus d'alcool et des drogues et de la criminalité, et qu’il s’emploiera notamment à améliorer les mesures de prévention et à moderniser les tribunaux. Il déclare en outre qu’il importe d'informatiser l’ensemble du système éducatif. Dans le cadre de la construction de cette Maison norvégienne, son Gouvernement commence aussi à mettre en place des conseils laïcs ayant une expertise dans leurs domaines respectifs et contribuant à faire remonter l’information sur d’importantes questions de société. Jagland déclare que l’objectif est d’assurer une meilleure prise en considération des critiques dans la prise de décision politique et de stimuler la réflexion politique. En août 2008, il déclare : « la Maison norvégienne aurait pu être mieux planifiée et préparée mais le temps était compté. J’ai pris le risque. Quant au Parti travailliste, il était loin du compte. Mon objectif était de faire un bon score aux élections, ce que nous avons fait. Nous n'avons d’ailleurs pas fait mieux depuis ». Dans un entretien, il déclare en outre : « Je reçois encore des lettres de gens qui n’ont pas oublié la Maison norvégienne. C'était un élan vers quelque chose de nouveau, un projet de société dont l’ambition était aussi d’inspirer les partis ».

### Ultimatum «36,9% des voix aux élections»
Avant les élections législatives de 1997, Jagland fait savoir qu’il présentera la démission de son Gouvernement si le Parti travailliste recueille moins de 36,9% des suffrages. En effet, Jagland avait accédé au poste de Premier ministre sur la base des voix obtenues par Brundtland lors du scrutin de 1993, ce qui ne lui avait pas donné de majorité parlementaire claire pour gouverner. Le Gouvernement travailliste, qui n’était soutenu que par 67 des 165 membres du Parlement, à savoir le groupe parlementaire de son propre parti, avait donc dû rechercher - au cas par cas - l'appui du principal parti d'opposition, le Parti du Centre, ainsi que celui du traditionnel parti rival des travaillistes, le Parti conservateur. Vu qu’il n’existe aucune forme d'investiture parlementaire avant la formation d’un cabinet, celui risque de ne pas avoir le soutien voulu dès sa formation si le Gouvernement est minoritaire. Brundtland avait déjà approuvé cette stratégie ponctuelle alors qu’elle était Premier ministre, la décrivant comme une «épreuve de slalom au Storting (Parlement) ». Cela étant, les négociations visant à boucler le budget annuel de l’État en 1996 avaient été particulièrement difficiles. Selon Trond Nordby, politologue, Jagland estimait qu'un cabinet soutenu par moins de 36,9 % des voix ne serait pas en mesure d’atteindre des résultats significatifs face à un Parlement plus fort.
Comme la suite l’a montré, le Parti travailliste n’a recueilli que 35 % des voix. Une fois de plus, aucun parti n’avait obtenu de majorité, de sorte que le pouvoir avait été confié au premier Cabinet de Kjell Magne Bondevik, Jagland ayant présenté sa démission le 29 septembre 1997,. Ce cabinet bénéficiait d’une majorité parlementaire encore plus faible,. Erik Solheim, Chef du Parti socialiste de gauche, devait déclarer à l’époque que si M. Jagland démissionnait « il marquerait l’histoire en tant qu’homme politique des plus déconcertants ».

### Chef du Parti travailliste
Après l'élection de 1997, une lutte de pouvoir est engagée au sein du Parti travailliste, Stoltenberg cherchant à devenir le nouveau chef du parti. Le Parti avait perdu l’essentiel de son pouvoir politique au profit de Kjell Magne Bondevik et de son cabinet. La confirmation de cette tendance lors des élections municipales en 1999 n’avait fait qu’accroître le mécontentement au sein du parti. Les journaux regorgeaient alors d’articles sur la lutte de pouvoir qui opposait Jagland et Stoltenberg au sein du parti. Lors d'une interview, la journaliste Kirstin Karlsen du quotidien Aftenposten avait ainsi demandé à Jagland : « Ne souhaitiez-vous pas que Stoltenberg connaisse des débuts plus faciles que les vôtres en 1996 ? N'avait-il pas eu assez de temps pour se préparer avant l'élection? », Jagland avait répondu : 

« Stoltenberg a eu plus de temps. Ils étaient nombreux à penser, au sein du Parti travailliste, que nous devions revenir au pouvoir le plus rapidement possible et que Stoltenberg réfléchirait ensuite à ce que nous allions faire. […] J’ai juste noté ce que beaucoup pensaient. Cela montrait bien à quel point il était difficile d’avoir un Gouvernement sans majorité parlementaire. Stoltenberg et moi-même étions alors parvenus à la même conclusion : nous devions essayer de former un gouvernement majoritaire. »

Après plusieurs années de conflit, la lutte pour le pouvoir a en gros pris fin en 2000 lorsque Stoltenberg est devenu candidat du parti au poste de Premier ministre ; Jagland a ensuite exercé la fonction de ministre des Affaires étrangères. Interrogé sur cette lutte de pouvoir, il a déclaré : « Il ne sert à rien de chercher à se protéger lorsque les coups pleuvent de l'intérieur ».
Jagland serait remplacé par Stoltenberg à la tête du parti l'année suivante en 2001, dans des conditions que nombre de médias devaient qualifiées de controversées. Plus tôt cette année-là, une source anonyme au sein du parti avait fait savoir au quotidien Dagbladet que « selon toute vraisemblance » Jagland resterait chef jusqu'en 2004. Cependant, l’intéressé avait renoncé au poste avant le vote, venant d’être hospitalisé pour des problèmes de santé, il avait d'ailleurs estimé « qu’il se devait de mettre fin à cette guerre personnelle destructrice ».
D’après les résultats d’une enquête, Jagland était en 2000 la deuxième des 50 personnalités norvégiennes les plus influentes.

### Chef de la diplomatie norvégienne
En 2000, le premier cabinet Bondevik démissionne à la suite d’une motion de censure. Un nouveau cabinet travailliste, dirigé par Jens Stoltenberg, est proclamé par sa majesté le Roi Harald V le 17 mars 2000. Alors que Jagland est toujours dirigeant du Parti travailliste à l’époque, l’hypothèse de sa candidature au poste de Premier Ministre n’est pas envisagée, il se contentera de la fonction de Ministre des affaires étrangères.
Une de ses premières actions en qualité de Ministre des affaires étrangères est se rendre à Belgrade, trois ans avant la chute du Gouvernement. Son but était de renforcer l’aide à la Yougoslavie et de trouver une solution pacifique aux conflits qui sévissaient dans le pays. Jagland a ainsi organisé le soutien financier et matériel des forces qui, en Yougoslavie, étaient opposées à Slobodan Milošević, initiative qui a permis d’accroître la popularité de l’opposition à celui-ci, précipitant ainsi sa chute. Le Ministère norvégien des affaires étrangères avait en outre  fourni du matériel informatique, ce qui a permis de révéler la fraude électorale orchestrée par Milošević. L’aide norvégienne avait joué un rôle clé dans le renversement de Gouvernement Miloševićć, Jagland a d’ailleurs été le premier invité aux célébrations de la victoire.
En tant que Ministre des Affaires étrangères, il s’est aussi rendu à Sri Lanka en juin 2001 pour tenter de favoriser davantage d’implication dans le conflit civil. Après une brève visite à Colombo, la capitale, il a accepté à la demande du Président sri-lankais, Chandrika Kumaratunga, de participer au processus de paix engagé entre le Gouvernement sri-lankais et les Tigres tamouls.
Lors des élections de 2001, le Parti travailliste n’a pas vraiment tiré son épingle du jeu. Dans un entretien accordé à Associated Press, Jagland déclarait : « La situation est instable autant qu’imprévisible ». Après le décompte des voix, Stoltenberg et son cabinet ont été contraints de démissionner, le Parti travailliste ayant obtenu un de ses pires résultats électoraux depuis 1924.
Jagland a démissionné en 2001 de son poste de Ministre des affaires étrangères après la chute du Gouvernement Stoltenberg.

### Président du Parlement
Lorsque Jens Stoltenberg a formé son deuxième cabinet en 2005, de nombreux commentateurs ont estimé dans les médias norvégiens que la question du rôle de Thorbjørn Jagland était particulièrement épineuse. Le sentiment général est que Jagland est tenu à l’écart. La carrière de ce dernier, qui avait été chef de parti et Premier ministre, et n’avait ensuite servi que comme Ministre des Affaires étrangères du cabinet Stoltenberg, était sur la pente descendante. Une fois encore, en 2005, Jagland ne s’est pas vu offrir le poste de Premier Ministre, les commentateurs estimant qu’il n’était pas qualifié. Il est à noter, toutefois, que Jagland avait lui-même affirmé avoir dit à Stoltenberg qu'il ne souhaitait pas occuper à nouveau ce poste.
En 2005, M. Jagland a été réélu pour un quatrième mandat au Parlement norvégien. Jørgen Kosmo, l’ancien Président du Storting, ne s’était pas représenté, M. Jagland a été élu Président par les membres du Parlement le 10 octobre 2005, ne recueillant qu’un seul vote blanc alors que son principal opposant Carl I. Hagen, du Parti du progrès, en avait recueilli 25. Jagland déclarait ensuite :

« La période qui s’ouvre est entièrement nouvelle pour moi. Je présiderai les travaux du Parlement en veillant à ce qu’ils avancent sans heurt. En outre, je représenterai le Parlement à la fois en Norvège et à l’étranger. »

Jagland a déclaré au quotidien Aftenposten qu'il souhaitait que davantage de soldats norvégiens soient envoyés dans le sud de l'Afghanistan : «Les forces spéciales norvégiennes seront certainement bienvenues tout au long de l'hiver. Si l'OTAN les réclame, la Norvège doit contribuer." En 2007, M. Stoltenberg a permis à M. Jagland d’avancer dans son projet tendant à renforcer le Storting en tant que principale instance des débats politiques du moment, accroissant ainsi le pouvoir des membres du Parlement sur les questions traitées par le cabinet.
Une Conférence des Nations unies sur le racisme et la discrimination devait se tenir à Genève au printemps 2009. Certains États membres, comme le Canada et Israël, avaient annoncé qu’ils envisageaient de ne pas y participer parce que des propos antisémites et racistes avaient été tenus lors des précédentes conférences de ce type. Jagland, tout en indiquant qu’il était peu probable que la Norvège s’engage dans la même voie, a ajouté :

« La précédente Conférence sur le racisme, tenue à Durban en Afrique du Sud en 2001, a été un feu d’artifice de critiques des valeurs occidentales. Nous ne devons faire en sorte qu’un même scénario ne se reproduise pas lors de la Conférence suivante, qui se tiendra à Genève en avril prochain. »

En 2009, le cabinet a formulé une  proposition tendant à supprimer dans le Code pénal un article sur le blasphème qui érigeait les propos blasphématoires en infraction pénale. Les membres du Parlement s’accordaient à penser que cet article était obsolète. La proposition du cabinet tendait à ce qu’il soit remplacé par un « article sur le racisme » visant à assurer la protection des groupes religieux contre les attaques tout en préservant la liberté classique de parole. Tous les partis représentés au Parlement, à l’exception du Parti du centre, étaient opposés à ce texte sur le racisme mais son chef, Liv Signe Navarsete a toutefois déclaré qu’elle avait pesé de tout son poids pour obtenir l’approbation du Parti travailliste. Interrogé à ce sujet, Jagland a déclaré : 
« Il est en soi paradoxal de mettre en cause le principe selon lequel la liberté de parole est soumis à la discipline de parti, surtout lorsqu’il apparait qu’une telle mise en cause résulte sans doute d’un marchandage et de la volonté de faire des petits-coups ».
Jagland a également critiqué l’absence de contrôle parlementaire autorisé par le Gouvernement de coalition. Les critiques l’ont accusé d’avoir attaqué le Gouvernement de coalition « Rouge-Vert » pour se venger de Stoltenberg qui l’aurait contraint à démissionner de la direction du Parti travailliste en 2002, critique écartée par Jagland qui l’a qualifiée de « mesquine ». Jagland a annoncé en septembre 2008 qu’il ne solliciterait pas de nouveau mandat. C’était avec une grande tristesse qu’il était contraint de quitter la vie politique norvégienne car il présentait sa candidature au poste de Secrétaire général du Conseil de l'Europe.

### Président du Comité Nobel
Le 1er janvier 2009, Jagland a succédé à Ole Danbolt Mjøs à la tête du Comité Nobel norvégien,, poste qu'il a occupé jusqu'en mars 2015.
Le Comité Nobel norvégien a pour mission de sélectionner les candidats au Prix Nobel de la paix qui est décerné chaque année conformément aux dernières volontés et au testament d’Alfred Bernhard Nobel (1833-1896), chimiste suédois et inventeur de la dynamite. Le Parlement norvégien a mis sur pied un comité composé de 5 personnalités chargées de sélectionner les candidats au Prix Nobel. Ce comité est pleinement indépendant du Parlement norvégien et des autres institutions, nationales ou étrangères.
Le Comité Nobel annonce le(s) vainqueur(s) chaque année le premier vendredi du mois d’octobre ; les prix étant décernés le 10 décembre à Oslo, date anniversaire de la naissance d’Alfred Nobel.
Quelques sourcils se sont levés lorsque Barack Obama a été déclaré lauréat du Prix Nobel 2009 et Jagland a dû expliquer son choix à plusieurs reprises. Le Comité Nobel appelle l’attention sur le fait qu’il a pour mission de respecter la volonté d’Alfred Nobel, telle qu’exprimée dans le texte suivant :

« […] Tout le reste de la fortune réalisable que je laisserai en mourant sera employé de la manière suivante : le capital placé en valeurs mobilières sûres par mes exécuteurs testamentaires constituera un fonds dont les revenus seront distribués chaque année à titre de récompense aux personnes qui, au cours de l'année écoulée, auront rendu à l'humanité les plus grands services. Ces revenus seront divisés en cinq parties égales. La première sera distribuée à l'auteur de la découverte ou de l'invention la plus importante dans le domaine de la physique ; la seconde à l'auteur de la découverte ou de l'invention la plus importante en chimie ; la troisième à l'auteur de la découverte la plus importante en physiologie ou en médecine ; la quatrième à l'auteur de l'ouvrage littéraire le plus remarquable d'inspiration idéaliste ; la cinquième a la personnalité qui aura le plus ou le mieux contribué au rapprochement des peuples, à la suppression ou à la réduction des armées permanentes, à la réunion ou à la propagation des congrès pacifistes. Les prix seront décernés : pour la physique et la chimie par l'Académie suédoise des Sciences, pour la physiologie ou la médecine par l'Institut Carolin de Stockholm, pour la littérature par l'Académie de Stockholm, et pour la défense de la paix par une commission de cinq membres élus par le Storting norvégien. Je désire expressément que les prix soient décernés sans aucune considération de nationalité, de sorte qu'ils soient attribués aux plus dignes, scandinaves ou non […] »

La remise du Prix Nobel à Barack Obama était justifiée par l’action qu’il avait menée auprès de la Russie en faveur du redémarrage du Traité de réduction des armes stratégiques (START) et pour son esprit de dialogue avec le monde musulman.

#### Secrétaire général du Conseil de l’Europe

##### Premier mandat

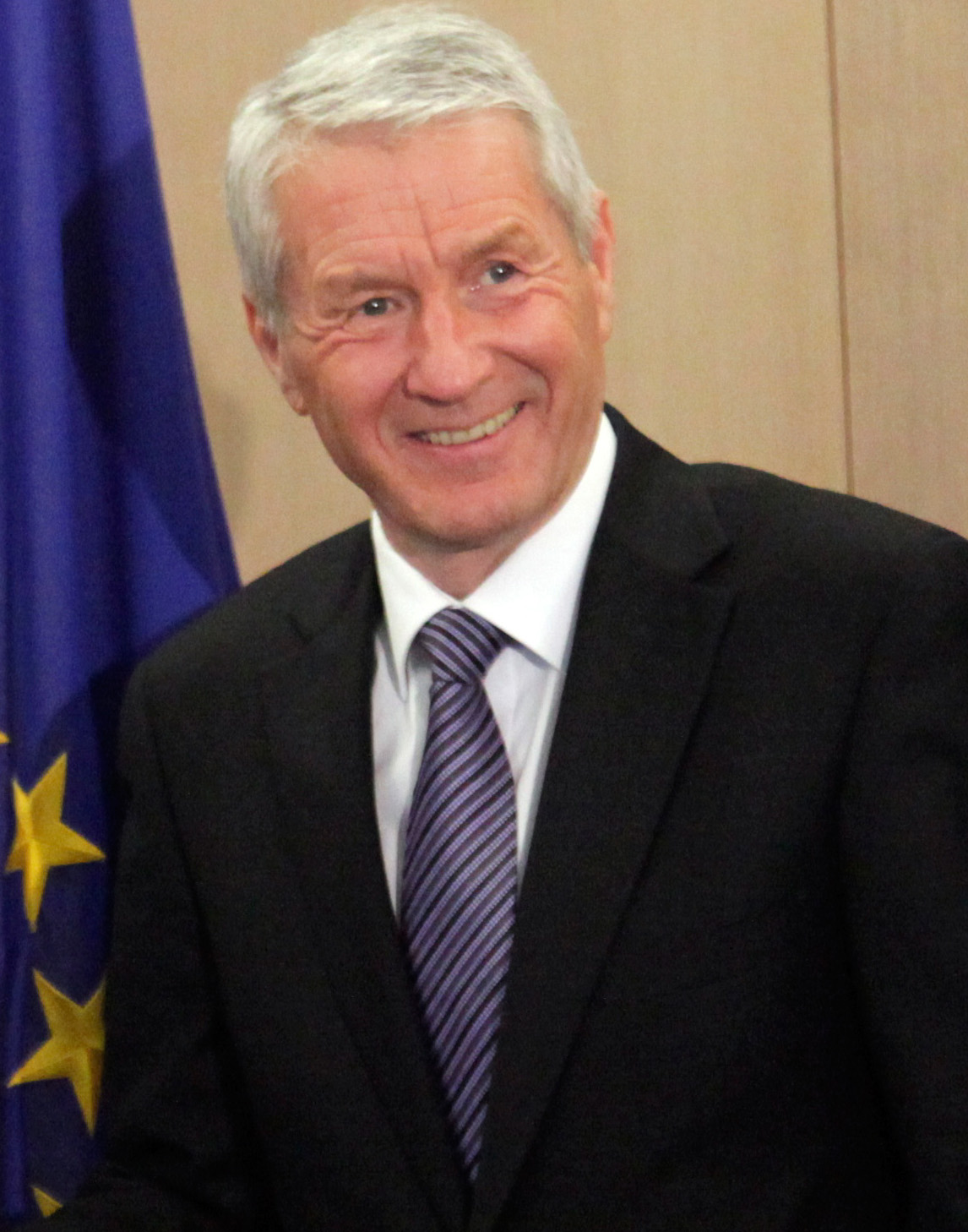
Thorbjorn Jagland à Strasbourg en 2010.

En 2009, Jagland a été élu Secrétaire général du Conseil de l’Europe, seule organisation internationale de grande ampleur dont le dirigeant est élu à bulletin secret par une assemblée parlementaire. Une majorité des deux-tiers des gouvernements des 47 États membres est requise pour pouvoir être candidat et se présenter devant l’Assemblée parlementaire du Conseil de l’Europe. Jagland a été élu à la majorité de 165 voix contre 80 à l’Assemblée parlementaire. Son adversaire était l’ancien Premier ministre polonais Włodzimierz Cimoszewicz.
Depuis son élection, Jagland a engagé un vaste processus de réforme du Conseil de l’Europe avec le ferme appui des gouvernements des 47 États membres afin de rendre l’Organisation politiquement plus pertinente et de renforcer son influence en Europe. Jagland a notamment insisté sur l’importance de la coopération avec l’Union européenne et l’Organisation des Nations unies ; il tient ainsi, en sa qualité de Secrétaire général, des consultations régulières avec les dirigeants de l'Union européenne et avec le Secrétaire général des Nations unies.
Le Conseil de l’Europe, créé en 1949 pour promouvoir les droits de l’homme, l’état de droit et la démocratie dans l’ensemble du continent, est la doyenne des institutions européennes. L’Organisation dispose de plusieurs mécanismes de surveillance du respect par les États membres de leurs engagements, y compris la Convention européenne des droits de l’homme. Quiconque estime que ses droits de l’homme ont été violés par un État membre peut saisir individuellement la Cour européenne des droits de l’homme. Un accord a été négocié pour faire en sorte que l’Union européenne adhère elle aussi à la Convention européenne des droits de l’homme et relève par conséquent de la compétence de la Cour.
Jagland est convaincu qu’une meilleure utilisation des instruments du Conseil de l’Europe  est déterminante de son influence et utilité politiques. L’effet conjugué des efforts et des actions coordonnés du Comité des Ministres, de l’Assemblée parlementaire, du Congrès des pouvoirs locaux et régionaux, du Commissaire européen aux droits de l’homme - fondés sur la jurisprudence de la Cour européenne des droits de l’homme – et associés à l’exploitation des travaux de la Commission de Venise et des autres organes de conseil et de supervision du Conseil de l’Europe, créeront un cadre d’expertise et d’influence d’une importance cruciale. Pour Jagland, sa fonction consiste à mettre ces divers éléments au service d’une action politique ciblée, accompagnée d’une assistance concrète et menée en coordination avec les partenaires du Conseil, en particulier l’Union européenne – dans le cadre d’un dialogue et d’une coopération approfondis avec les autorités des États membres concernés.
En 2012,  Jagland a lancé le Forum mondial de la démocratie, organisé annuellement par le Conseil de l’Europe, qui rassemble de nombreux participants, autre initiative visant à donner davantage de visibilité et d’influence à ce Conseil à l’échelon mondial. Cette conférence annuelle, qui rassemble des hauts responsables, des organisations non gouvernementales, des travailleurs locaux, des universitaires, des hommes politiques et des personnalités de divers horizons, a été inaugurée en 2012 par le Secrétaire général des Nations unies, Ban Ki-moon. L’édition 2013 du Forum mondial de la démocratie s'est tenu une fois de plus à Strasbourg en novembre et était axée sur le thème « Retisser la démocratie : connecter les institutions avec les citoyens à l’ère du numérique ».  
Dans le contexte de la crise économique et financière, le Conseil de l'Europe a entrepris, sous la supervision de Jagland, un examen rigoureux de ses frais et dépenses ; ses dépenses de personnel ont diminué, contrairement à ses activités. En particulier, le réseau de présence extérieure et la structure des comités intergouvernementaux ont été rationalisés.

##### Deuxième mandat

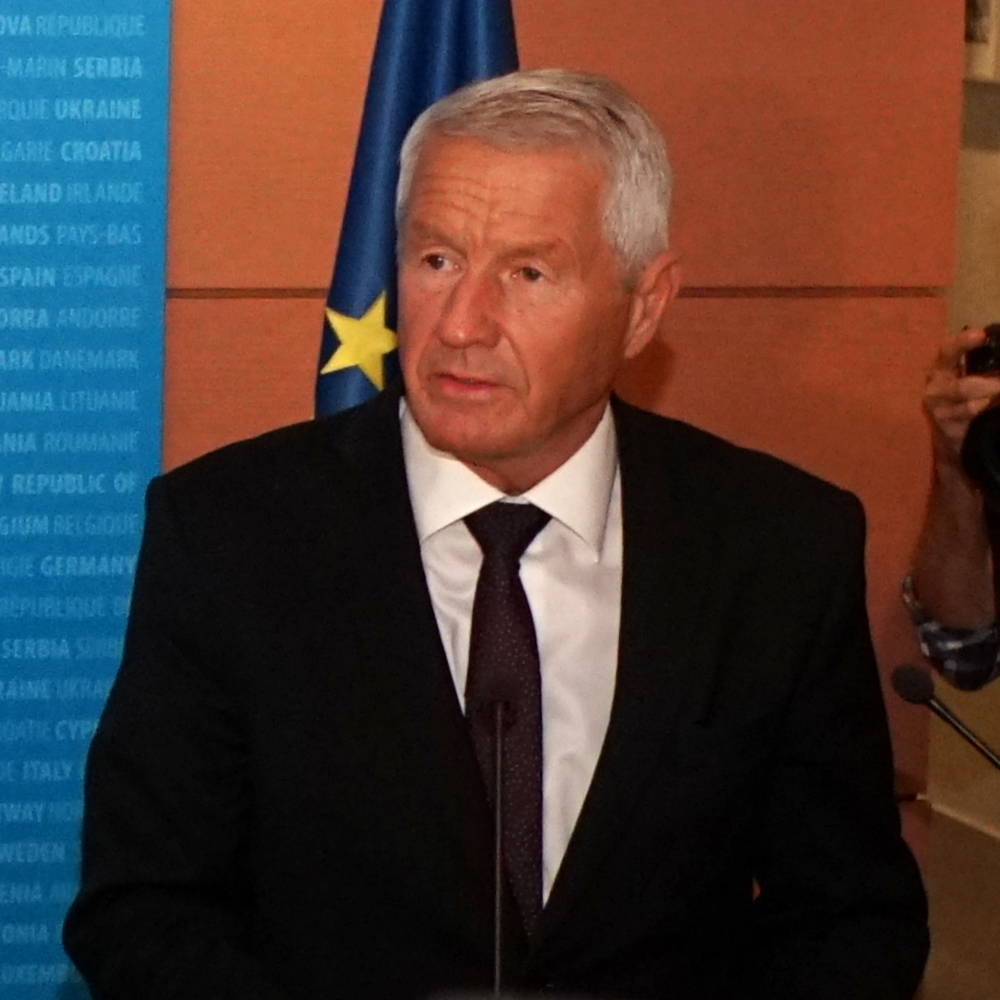
Thorbjørn Jagland en 2016.

Le 24 juin 2014, l'Assemblée parlementaire du Conseil de l'Europe s'est réuni pour élire un nouveau Secrétaire général pour la période 2014-2019. Thorbjørn Jagland a alors exprimé son intentions de se présenter pour un second mandat, face à Sabine Leutheusser-Schnarrenberger, candidate issu du Parti libéral-démocrate allemand. Leutheusser-Schnarrenberger, qui avait été ministre de la Justice sous le gouvernement Kohl de 1992 à 1996 et plus tard sous le gouvernement Merkel de 2009 à 2013, est une avocate des droits de l'homme.
Lors des votes menés par l'Assemblée parlementaire du Conseil de l'Europe, sur les 252 votants, Jagland obtint 156 voix ; Leutheusser-Schnarrenberger en obtint 96 ; et il y eut 3 votes blancs. La majorité absolue étant à 125, les 156 voix recueillies par Jagland lui donnait une majorité confortable. Jagland a commencé officiellement son second mandat le 1er octobre 2014.
La réélection de Jagland en tant que Secrétaire général du Conseil de l'Europe est sans précédent. Plusieurs Secrétaires généraux se sont présentés pour être réélu sans succès. Cette marge est perçue comme un signe d'approbation et d'appréciation de ses services tant pour le Conseil de l'Europe que pour ses efforts généreux de réduction des tensions en Ukraine.

#### Autres fonctions
Depuis 1997, Jagland est membre du Conseil international des gouverneurs du Centre Peres pour la paix. Il a été l’un des vice-présidents de l’Internationale socialiste de 1999 à 2008. De 2000 à 2006, il a présidé la Commission de l’Internationale socialiste pour le Moyen-Orient. Président du Conseil d’administration du Centre Oslo pour la paix depuis la création de cette institution en 2006, il a quitté ses fonctions en 2009 lorsqu’il est devenu Président du Comité Nobel norvégien.

### Opinions politiques
Jagland est favorable à l’entrée de la Norvège dans l'Union européenne. En 1990, il a publié l’ouvrage intitulé Min europeiske drøm (Mon rêve européen). Il a également proposé la candidature de l’Union européenne au prix Nobel de la paix et le lui a finalement décerné en 2012. Depuis 1999, il répète que la gauche norvégienne ne tire pas suffisamment parti de l’Internationale socialiste.
Il est résolument hostile au sentiment grandissant d’Islamophobie dans les sociétés occidentales. Il a aussi déclaré que combattre le fondamentalisme musulman était un combat non-nécessaire qui ne conduirait qu'à la confrontation, et insista sur le fait que l'Islam radical n'existe pas en Norvège.

## Annexe